# Zespół móżdżkowy
Zespół móżdżkowy (zespół cerebelarny) – neurologiczny zespół chorobowy występujący w uszkodzeniu móżdżku, objawiający się zaburzeniami chodu oraz niezbornością ruchową (ataksja). Dodatkowo często występuje mowa skandowana, drżenie zamiarowe, oczopląs, obniżone napięcie mięśniowe.

## Etiologia

### Ostre zespoły móżdżkowe
- zatrucie alkoholem
- zatrucie lekami (fenytoiną, barbituranami, meprobamatem, fencyklidyną)
- encefalopatia Wernickego
- niedokrwienie lub udar w zakresie unaczynienia kręgowopodstawnego
- uraz głowy i krwotok do móżdżku
- choroby zapalne, ropień móżdżku

### Przewlekłe zespoły móżdżkowe
- guzy tylnego dołu czaszki: przerzutowe lub pierwotne (oponiak, schwannoma nerwu VIII, medulloblastoma, haemangioblastoma)
- zespół paraneoplastyczny (paranowotworowe zwyrodnienie móżdżku)
- alkoholowe zwyrodnienie móżdżku (cerebellopatia alkoholowa)
- stwardnienie rozsiane i inne choroby demielinizacyjne
- niedoczynność tarczycy
- zwyrodnienie móżdżku po fenytoinie
- wady wrodzone tylnego dołu czaszki:
  - malformacja Arnolda-Chiariego
  - wrodzone zwężenie wodociągu mózgu
  - malformacja Dandy'ego-Walkera
- wrodzone ataksje móżdżkowe (heredoataksje):
  - ataksja Friedreicha
  - dziedziczne ataksje rdzeniowo-móżdżkowe
  - zespół ataksja-teleangiektazja
- choroba Wilsona
- choroba Creutzfeldta-Jakoba
- długotrwałe przyjmowanie lotnych rozpuszczalników[1]